# Hugo Reilhes
Pas d'image ? Cliquez ici

a Compétitions nationales et continentales officielles uniquement.

Dernière mise à jour le 17 juin 2024.
Hugo Reilhes, né le 8 janvier 2001 à Muret (Haute-Garonne), est un joueur français de rugby à XV qui joue au poste de pilier gauche au Stade toulousain.
Il remporte le Championnat de France en 2023 et 2025 avec le Stade toulousain. 

## Biographie

### Jeunesse et formation
Hugo Reilhes naît le 8 janvier 2001 à Muret, où il commence le rugby à XV au Rugby Club muretain en 2007. Puis, en 2015, à l'âge de quinze ans, il rejoint le centre de formation du Stade toulousain.
Avec ce club, il participe à la finale du championnat de France espoirs 2021 durant laquelle il est titulaire en première ligne avec Guillaume Cramont et Paul Mallez. Les Toulousains battent l'USA Perpignan 29-22,. L'année suivante en 2022, il est de nouveau titulaire en finale du championnat espoirs, mais perd cette fois la finale contre le Stade aurillacois, après une défaite 37 à 26,.

### Débuts professionnels (depuis 2022)
Hugo Reilhes fait ses débuts professionnels avec le Stade toulousain durant la saison 2022-2023, lors de la onzième journée de Top 14 contre le Lyon OU. Remplaçant en début de rencontre, il entre en jeu à la place de Rodrigue Neti et les Toulousains sont battus 21 à 14,. Quelques mois plus tard, il joue une seconde rencontre lorsqu'il remplace David Ainu'u à dix minutes de la fin dans une défaite 17-6 contre le RC Toulon,. Il s'agit de ses deux seuls matchs joués avec l'équipe professionnelle durant la saison. Les Toulousains terminent à la première place du Top 14, à la fin de la saison régulière, se qualifiant donc en demi-finale où ils battent largement le Racing 92 sur le score de 41 à 14 et retrouvent le Stade rochelais en finale. En finale, dans un match très serré, Toulouse s'impose en fin de match et l'emporte 29 à 26,,. Bien que Hugo Reilhes ne participe pas aux phases finales, il est tout de même sacré champion de France pour la première fois de sa carrière. 
En parallèle, il joue avec les espoirs qui, pour la troisième année consécutive, atteignent la finale de la compétition et affrontent l'Union Bordeaux Bègles. Il est encore une fois titulaire en première ligne, au poste de pilier gauche, aux côtés de Ian Boubila et Malachi Hawkes, comme l'an passé. Toulouse retrouve la victoire et s'impose 43 à 7. Il remporte ainsi cette compétition pour la seconde fois de sa carrière,. 
La saison suivante en 2023-2024, il ne joue aucun match avec le Stade toulousain. Puis, au mois de décembre, il est prêté au CA Brive en Pro D2 jusqu'à la fin de la saison en tant que joker médical pour pallier l'absence de Daniel Brennan, victime d'une rupture du tendon d'un biceps,. Il est recruté par Pierre-Henry Broncan qui cherchait un pilier gauche JIFF. Dès son arrivée en Corrèze, il est titularisé à gauche de la mêlée briviste et joue son premier match contre Colomiers, à l'occasion de la treizième journée de championnat. Il enchaîne ensuite les matchs jusqu'en mars. Avec le retour de Brennan, son temps de jeu diminue. En un peu plus d'une demi-saison, il joue douze matchs avec Brive, tous en tant que titulaire. 

## Statistiques
| Saison                 | Club                   | Championnat   | Championnat | Championnat | Coupe d'Europe                         | Coupe d'Europe                         | Coupe d'Europe                         |
| Saison                 | Club                   | Compétition   | Matchs      | Essais      | Compétition                            | Matchs                                 | Essais                                 |
| ---------------------- | ---------------------- | ------------- | ----------- | ----------- | -------------------------------------- | -------------------------------------- | -------------------------------------- |
| 2022-2023              | Stade toulousain       | Top 14        | 2           | -           | Champions Cup                          | -                                      | -                                      |
| Total Stade toulousain | Total Stade toulousain | Top 14        | 2           | 0           | Coupes d'Europe                        | 0                                      | 0                                      |
| 2023-2024              | → CA Brive             | Pro D2        | 12          | -           | Pas de qualification en Coupe d'Europe | Pas de qualification en Coupe d'Europe | Pas de qualification en Coupe d'Europe |
| Total CA Brive         | Total CA Brive         | Pro D2        | 12          | 0           |                                        |                                        |                                        |
| Total                  | Total                  | Pro D2/Top 14 | 14          | 0           | Coupes d'Europe                        | 0                                      | 0                                      |

## Palmarès
- Stade toulousain
  - Vainqueur du Championnat de France espoirs en 2021 et 2023
  - Finaliste du Championnat de France espoirs en 2022
  - Vainqueur du Championnat de France en 2023[N 1] et 2025[N 1]